# Мікела Понца
Мікела Понца (італ. Michela Ponza нар. 12 лютого 1979 ,Больцано, Італія) — італійська біатлоністка, бронзова призерка чемпіонату світу з біатлону 2013 року в естафеті, призерка етапів кубка світу з біатлону, учасниця Олімпійських ігор, колишній лідер італійської жіночої збірної з біатлону.

## Виступи на Олімпійських іграх
| Рік  | Місце проведення | Інд | Спр | Пр | МС | Ест |
| 2002 | Солт-Лейк-Сіті   | 36  | 46  | 38 |    | 11  |
| 2006 | Турин            | 17  | 13  | 5  | 11 | 12  |
| 2010 | Ванкувер         | 27  | 43  | 50 |    | 11  |

## Виступи на чемпіонатах світу
| Рік  | Місце проведення     | Інд | Спр | Пр | МС | Ест | ЗМ |
| 2000 | Осло                 | 23  | 13  | 23 |    |     |    |
| 2001 | Поклюка              | 38  | 23  | 22 | 30 | 8   |    |
| 2003 | Ханти-Мансійськ      | 13  | 30  | 29 |    | 12  |    |
| 2004 | Обергоф              | 55  | 64  |    |    | 12  |    |
| 2005 | Гохфільцен           | 14  | 46  | 35 | 14 | 13  | 19 |
| 2006 | Поклюка              |     |     |    |    |     | 12 |
| 2007 | Антхольц-Антерсельва | 24  | 6   | 8  | 21 | 8   | 6  |
| 2008 | Естерсунд            | 39  | 13  | 22 | 9  | 10  | 5  |
| 2009 | Пхьончхан            | 38  | 17  | 13 |    | DNF | 7  |
| 2011 | Ханти-Мансійськ      | 27  | 23  | 14 | 11 | 4   | 5  |
| 2012 | Рупольдінг           | 9   | 23  | 40 | 28 |     | 9  |
| 2013 | Нове Место-на-Мораві | 41  |     |    |    | 3   |    |

## Кар'єра в Кубку світу
Першим роком Мікели в біатлоні був 1992 рік, а починаючи з 1994 року вона почала виступати за національну збірну Італії з біатлону.
- Дебют в кубку світу — 14 березня 1998 року в спринті в Гохфільцені — 42 місце.
- Перше попадання в залікову зону — 16 грудня 2006 року в індивідуальній гонці в Брезно-Осрбліє — 19 місце.
- Перше попадання на розширений подіум — 15 лютого 2003 року в спринті в Осло — 7 місце.
- Перший подіум — 16 лютого 2003 року в гонці переслідування в Осло — 2 місце.

## Список призових місць на етапах Кубка світу
За свою кар'єру виступів на етапах Кубка світу з біатлону Мікела 9 разів підіймалася на подіум пошани (в тому числі 2 раз у складні естафетної збірної). Найкращого ж особистого результату в загальному заліку біатлоністів спортсменці вдалося досягти в сезоні 2007/08, коли вона за підсумками сезону посіла 10 місце.
| № | Позиція | Дисципліна           | Етап        | Місце проведення |
| - | ------- | -------------------- | ----------- | ---------------- |
| 1 | 2       | спринт               | 2005/06 — 9 | Осло             |
| 2 | 2       | індивідуальна гонка  | 2007/08 — 3 | Поклюка          |
| 3 | 2       | гонка переслідування | 2007/08 — 7 | Пхьончхан        |
| 4 | 2       | змішана естафета     | 2007/08 — 7 | Пхьончхан        |
| 5 | 2       | гонка переслідування | 2008/09 — 3 | Ханти-Мансійськ  |

| № | Позиція | Дисципліна           | Етап         | Місце проведення     |
| - | ------- | -------------------- | ------------ | -------------------- |
| 6 | 3       | гонка переслідування | 2002/03 — 8  | Осло                 |
| 7 | 3       | спринт               | 2007/08 — 7  | Пхьончхан            |
| 8 | 3       | мас-старт            | 2007/08 — 9  | Осло                 |
| 9 | 3       | естафета             | 2012/13 — ЧС | Нове Место-на-Мораві |

## Загальний залік в Кубку світу
- 1998–1999 — 57-е місце (10 очок)
- 1999–2000 — 38-е місце (45 очок)
- 2000–2001 — 44-е місце (59 очок)
- 2001–2002 — 35-е місце (145 очок)
- 2002–2003 — 25-е місце (226 очок)
- 2003–2004 — 20-е місце (305 очок)
- 2004–2005 — 19-е місце (372 очка)
- 2005–2006 — 16-е місце (436 очок)
- 2006–2007 — 30-е місце (174 очки)
- 2007–2008 — 10-е місце (515 очок)
- 2008–2009 — 18-е місце (468 очок)
- 2009–2010 — 52-е місце (90 очок)
- 2010–2011 — 23-е місце (385 очок)
- 2011–2012 — 20-е місце (385 очок)
- 2012–2013 — 39-е місце (160 очок)